# Philodina dobrogensis
Philodina dobrogensis är en hjuldjursart som beskrevs av Rudescu 1960. Philodina dobrogensis ingår i släktet Philodina och familjen Philodinidae. Inga underarter finns listade i Catalogue of Life.